# Universität Ariel

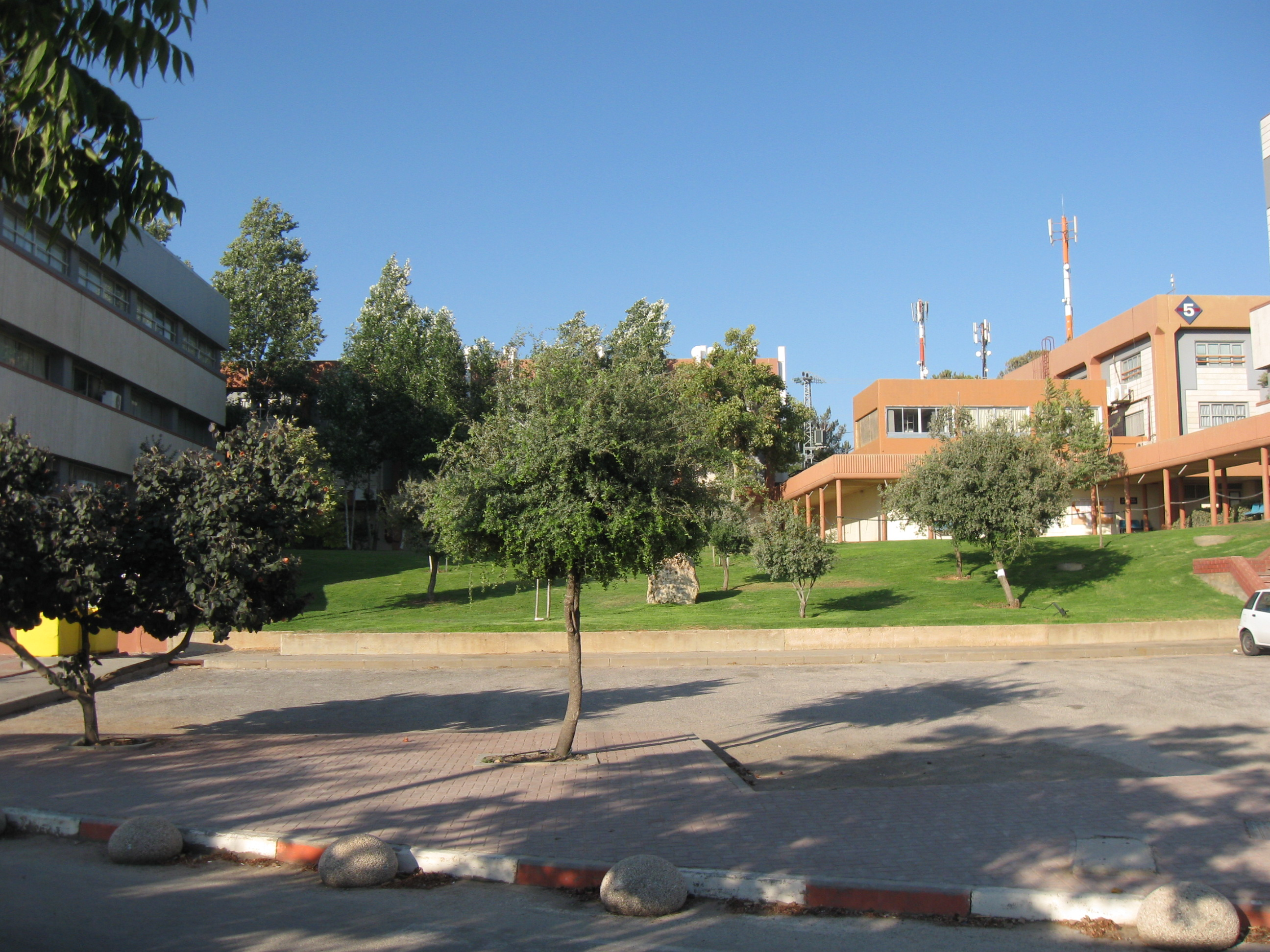
Campusgelände

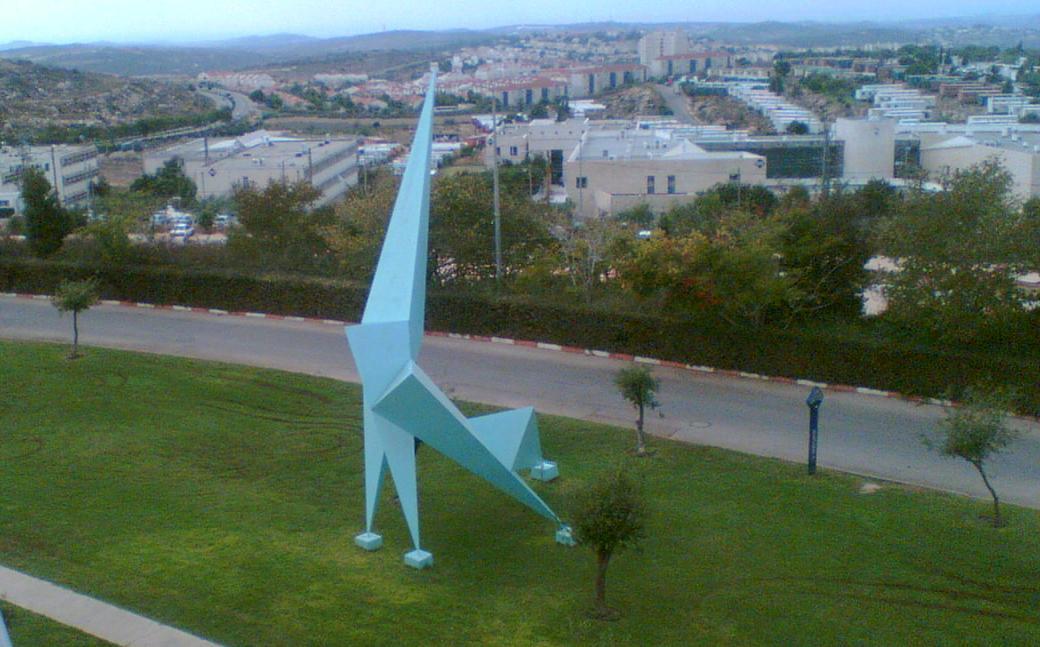
Eine Statue vor dem Bibliotheksgelände, im Hintergrund Ariel

Die Universität Ariel (hebräisch אוניברסיטת אריאל, bis 2012: „Universitätszentrum Ariel in Samarien“) ist eine Hochschule in der israelischen Siedlung Ariel im israelisch besetzten Westjordanland.

## Geschichte
Die Hochschule wurde 1982 als Ableger der Bar-Ilan-Universität gegründet. Bis zum Studienjahr 2004/05 blieb diese Verbindung aufrecht und die Hochschule firmierte als College für Judäa und Samaria. Das Vorhaben, die einer israelischen akademischen Hochschule entsprechende Einrichtung zu einer Universität aufzuwerten, scheiterte zunächst an der staatlichen Akkreditierungsbehörde. Anfang 2011 riefen 165 israelische Akademiker (darunter die Israel-Preisträger Yehoshua Kolodny, Benjamin Isaac und Itamar Procaccia) dazu auf, die Universität zu boykottieren, um gegen die Expansion der Siedlungsaktivitäten zu protestieren. In ihrer Petition hieß es: „Ariel ist nicht Teil des Territoriums Israels. Daher können wir nicht dazu gezwungen werden, dorthin zu gehen.“ Die Aufwertung wurde von verschiedenen namhaften israelischen Akademikern und vom Rat für Höhere Bildung kritisiert. Um die Anerkennung als Universität in Israel zu erreichen, erließ der Militärkommandant Gadi Shamni im Jahr 2008 eine Verordnung, mit der ein Rat für Höhere Bildung eingerichtet wurde, der nur für das Westjordanland maßgeblich ist. Im Jahr 2012 folgte der israelische Verteidigungsminister Ehud Barak der Empfehlung dieses Rates, den Status der Einrichtung von einem „Zentrum für höhere Bildung“ in eine „Universität“ aufzuwerten. Im Dezember 2012 wurde der Status schließlich offiziell anerkannt.2018 wurde die Universität von der Knesset als Israelische Universität anerkannt, womit sie wie die anderen Israelischen Universitäten dem Israelischen Rat für Höhere Bildung unterstellt wurde. Die Universität wird auch von Spendern wie etwa der Familie Milken aus den USA finanziert.
Der Campus hatte 1982 eine Fläche von rund 7 Hektar; bis 2018 expandierte er auf mehr als 60 Hektar Land. Mit rund 16.000 Studenten, von denen rund 3.000 in Ariel wohnen, ist die Universität der zweite wirtschaftliche Dreh- und Angelpunkt der Siedlung Ariel nach dem Industriepark Ariel. Saadia Mandel, der Direktor der Fakultät für Architektur beispielsweise, begrüßt offen ein geschlossenes Weltbild seiner Studenten und sagte, „wenn sie durch das Fenster des Klassenzimmer schauen, sehen sie arabische Dörfer, aber sie bemerken sie nicht. Sie schauen, aber sie sehen nicht. Ich finde das etwas Positives.“
Der Verband der Hochschulrektoren Israels verweigerte der Universität Ariel die Aufnahme bis April 2021. Einer der Rektoren sagte, der Verband sei jedoch zu der Aufnahme der Universität Ariel gezwungen worden, denn die Alternative wäre die Auflösung des Verbandes gewesen. Die Israelische Gesellschaft für Soziologie protestierte gegen die Aufnahme der Universität und bezeichnete sie als „eine Institution, die in einem Verstoß gegen das Völkerrecht und entgegen den Regeln des (israelischen) Rates für Hochschulbildung gegründet wurde“.
Im April 2021 wurde bekannt, dass die Universität Ariel unter anderem akademische Leistungspunkte an Studenten vergibt, die in landwirtschaftlichen Betrieben in nicht-autorisierten Außenposten von israelischen Siedlungen im besetzten Westjordanland mitarbeiten bzw. Betriebe von Siedlungen bewachen, die vor Kurzem auf palästinensischem Land errichtet wurden und die selbst nach israelischem Recht illegal sind. Nir Gov vom Weizmann-Institut erklärte, dass das Arbeitsprogramm in den Siedlungen „mit dem erklärten politischen Ziel der (Universität) Ariel übereinstimmt, die Siedlungen und die Enteignung der Palästinenser zu fördern. … Es gibt keinen Grund, Ariel als reguläre Universität anzusehen.“

## Internationale Beziehungen
Die Europäische Union schließt israelische Bildungseinrichtungen in den besetzten Gebieten wie die Universität Ariel von Forschungsförderungen, -Preisen, anderen finanziellen Zuwendungen und gemeinsamen Forschungsprogrammen aus.
Die British Association of University Teachers (AUT) beschloss im April 2005 einen Boykott der Hochschule Ariel und der Bar-Ilan-Universität wegen ihrer Verbindung zu dieser, hob den Beschluss auf einer dazu einberufenen außerordentlichen Delegiertenversammlung am Anfang Mai 2005 jedoch wieder auf, da er die Freiheit der Wissenschaft schädigt, israelisch-palästinensische Friedensprojekte behindert und ein einseitiger Boykott Israels nicht zu rechtfertigen sei.
2009 hatte das spanische Bauministerium die Universität Ariel von einem internationalen Architekturwettbewerb zur Nutzung von Solarenergie ausgeschlossen. Die Anti-Defamation League protestierte gegen diese Entscheidung. Im Januar 2016 wurde veröffentlicht, dass zur Beilegung einer gerichtlichen Auseinandersetzung die spanische Regierung der Universität umgerechnet rund 95.000 Euro an Entschädigungen zahlte. 2017 wurde die Ariel Universität vom Erasmus-Programm ausgeschlossen, weil es in von Israel besetzten Gebieten liegt.
Im August 2018 erschien ein offener Brief von israelischen, palästinensischen und internationalen Akademikern im Guardian, der zum Boykott einer internationalen wissenschaftlichen Tagung an der Universität aufrief, um gegen den Status der Einrichtung auf besetztem Gebiet zu protestieren. Im April 2021 erschien ein weiterer offener Brief von 522 israelischen und internationalen Akademikern, in dem die EU aufgefordert wurde, den Ausschluss der Universität von gemeinsamen Forschungsprojekten aufrechtzuerhalten.
Die Universität erhält von der israelischen Regierung Ausgleichszahlungen für entgangene Einkünfte aus internationalen Forschungsgeldern, die nicht an die Universität Ariel vergeben werden, weil internationale Kooperationsprojekte sich auf Universitäten in Israel (ohne die besetzten Gebiete) beschränken. Dazu zählen Zuschüsse des israelischen Bildungsministeriums in der Höhe von zig-Millionen Schekel, für die keine Ausschreibungen gemacht werden, sowie „Boykott-Zuschüsse“ des israelischen Wissenschaftsministeriums.

## Fakultäten und Zentren
- Fakultät für Architektur
- Fakultät für Ingenieurwissenschaften
- Fakultät für Naturwissenschaften
- Zentrum für Gesundheitswissenschaften
- Fakultät für Sozialwissenschaften und Geisteswissenschaften
- Fakultät für Kommunikationswissenschaft
- Fakultät für Medizin, eröffnet am 27. November 2019[28]

## Forschungseinrichtungen
- Zentrum für Strahlenforschung
- Zentrum für Materialwissenschaft
- Integratives Hirnforschungszentrum Ariel (IBSCA)
- Zentrum für Robotik und Roboteranwendung
- Regionales FE-Zentrum für Samarien und das Jordantal
- FE-Zentrum für Innere Sicherheit
- Nationales Zentrum für Strategische Studien Israel
- Forschungszentrum für Massenmedien
- Interdisziplinäres Labor für Kinematik und Algorithmische Geometrie
- Großrechenzentrum (Rechnerverbund)
- Labor für Arbeitswissenschaft

## Dozenten
- Asher Yahalom (* 1968), Physiker